# Canton Vallese

Logo

Il Canton Vallese (AFI: /valˈleze/, in tedesco e svizzero tedesco Kanton Wallis; in francese Canton du Valais; in romancio Chantun Vallais; in arpitano Quenton du Valês) è uno dei ventisei cantoni svizzeri, situato nella parte sud-occidentale della nazione, nelle Alpi Pennine, attorno alla valle del fiume Rodano, dalla sua sorgente fino al Lago Lemano. Appartiene a pieno titolo alla Confederazione Elvetica dal 1815, dopo esserne stata associata per quattro secoli; la sua capitale è Sitten/Sion, che è anche la città più popolosa del Vallese.

## Etimologia
Anticamente il Vallese era parte della provincia romana delle Alpi Pennine ed era chiamato «Vallis Pœnina» (latino: Valle Pennina) dagli antichi romani. 
In seguito nel VI secolo fu conosciuto come «pagus Vallensis» (latino: Paese del Vallese).

## Geografia fisica
Il Canton Vallese si trova nella parte sud-occidentale della Svizzera. A sud e a est confina con l'Italia (Valle d'Aosta e province di Vercelli e Verbano-Cusio-Ossola, in Piemonte), a sud-ovest con la Francia (dipartimento dell'Alta Savoia nel Rodano-Alpi). A nord il cantone confina con il Canton Vaud ed il Canton Berna; il Canton Uri e il Canton Ticino si trovano a est.
È il terzo cantone più vasto della Svizzera dopo il canton Grigioni e il canton Berna.
L'ampia valle glaciale del Rodano domina la regione. Ci sono molte vallate laterali che si diramano da quella principale. Queste ultime variano dalle più strette e remote alle più ampie e popolate. In cima alla valle Mattertal si trova Zermatt, un villaggio turistico che è dominato dal massiccio del Cervino (4478 m).
Il Rodano fluisce nella valle principale scorrendo da est a ovest fino a Martigny, dove vira verso nord e entra nel Lago Lemano. Dopo la piccola città di Saint-Maurice, la riva settentrionale del fiume appartiene al Canton Vaud. La valle principale è delimitata dalle Alpi bernesi a nord e dalle Alpi Pennine a sud. Solo metà dell'area totale del cantone è considerata produttiva.

### Montagne

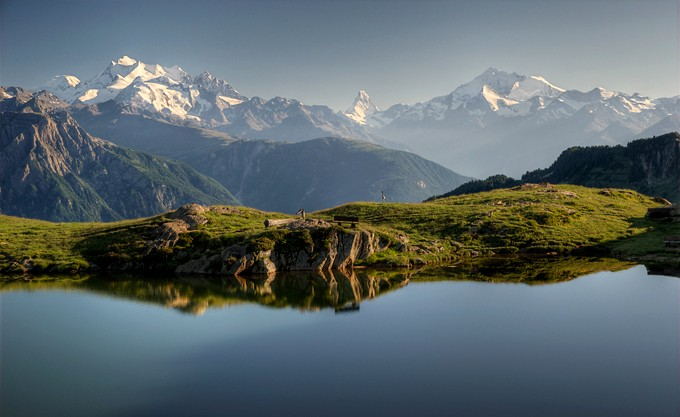
Alpi del Vallese: a sinistra il Dom, al centro il Cervino e a destra il Weisshorn

Il Canton Vallese è interessato da molte delle principali vette alpine. Infatti nel Canton Vallese sono situate 51 tra le cime più alte di 4 000 metri, tra le quali il Cervino e la Punta Dufour, la più alta montagna della Svizzera (4634 m s.l.m.), situata nel Massiccio del Monte Rosa.
Le sezioni e sottosezioni alpine che interessano il cantone sono:
- Alpi Pennine (Alpi del Grand Combin, Alpi del Weisshorn e del Cervino, Alpi del Monte Rosa, Alpi del Mischabel e del Weissmies)
- Alpi Graie (Alpi del Monte Bianco)
- Alpi Bernesi (Alpi di Vaud, Alpi Bernesi in senso stretto, Alpi Urane)
- Prealpi di Savoia (Prealpi dello Sciablese)
- Alpi Lepontine (Alpi del Monte Leone e del San Gottardo)

### Valli
Il Vallese è percorso essenzialmente dalla valle del Rodano. Da questa valle si dipartono tutta una serie di valli laterali. Tra queste si ricordano: la Val-d'Illiez, la Valle di Trient, la Valle di Bagnes, la Val d'Entremont, la Val Ferret, la Valle di Nendaz, la Val d'Herens, la Val d'Anniviers, la Turtmanntal, la Valle della Vispa, la Mattertal, la Saastal, la Valle di Nanz e la Lötschental.

### Ghiacciai

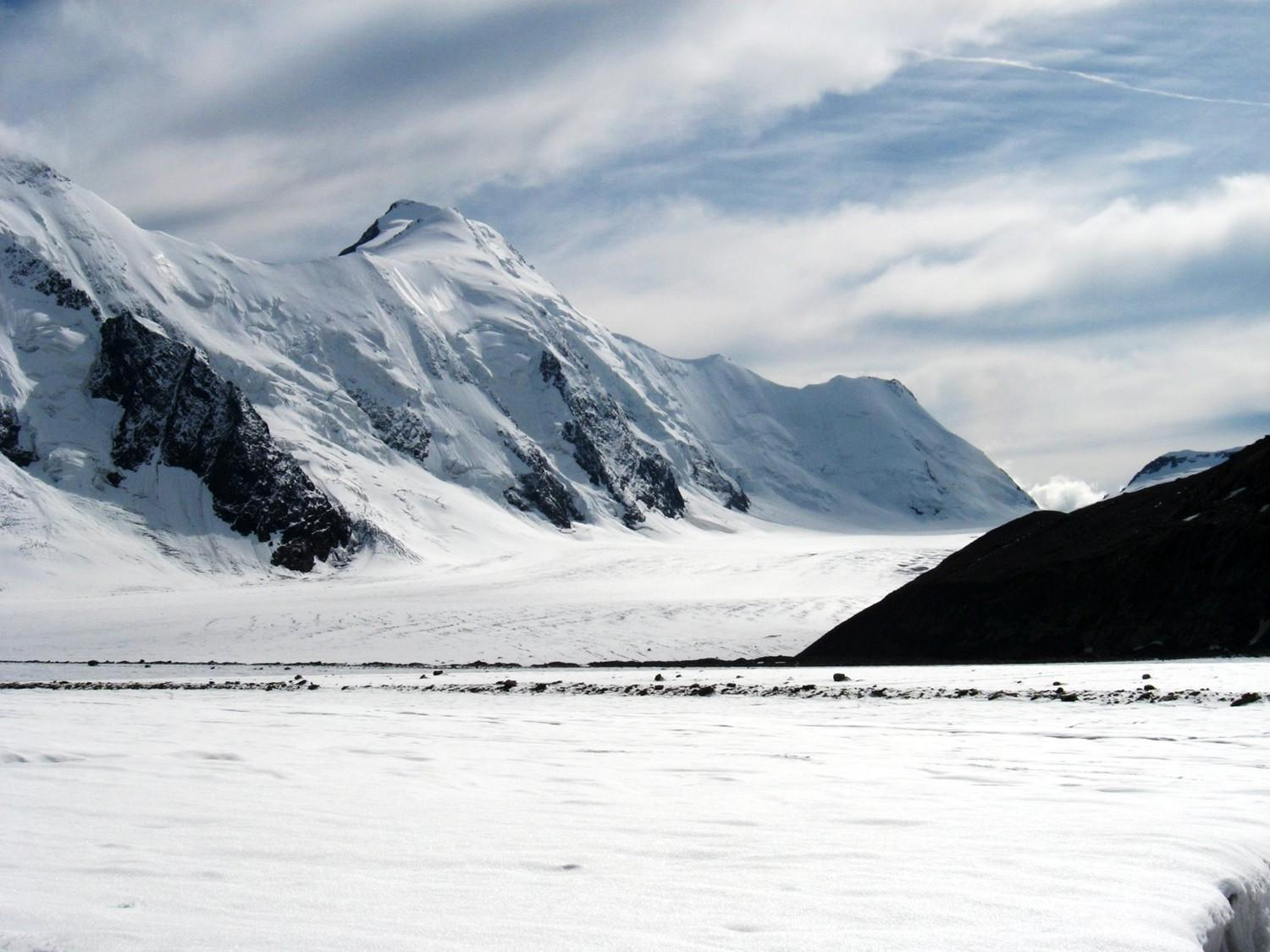
Il ghiacciaio dell'Aletsch visto da Konkordiaplatz, nelle Alpi Bernesi

- Nel Canton Vallese è situato il più grande e lungo ghiacciaio d'Europa, il Ghiacciaio dell'Aletsch. Incluso nella lista del Patrimonio dell'Umanità dell'UNESCO, misura circa 23 km di lunghezza e tra 1 e 2 km di larghezza.
- Il territorio vallesano comprende 680 ghiacciai, che racchiudono circa 52 miliardi di m³ di ghiaccio. Rappresentano due terzi dei ghiacciai presenti in Svizzera ed un terzo di quelli presenti su tutto il territorio alpino.

## Storia

### Antichità e Alto Medioevo

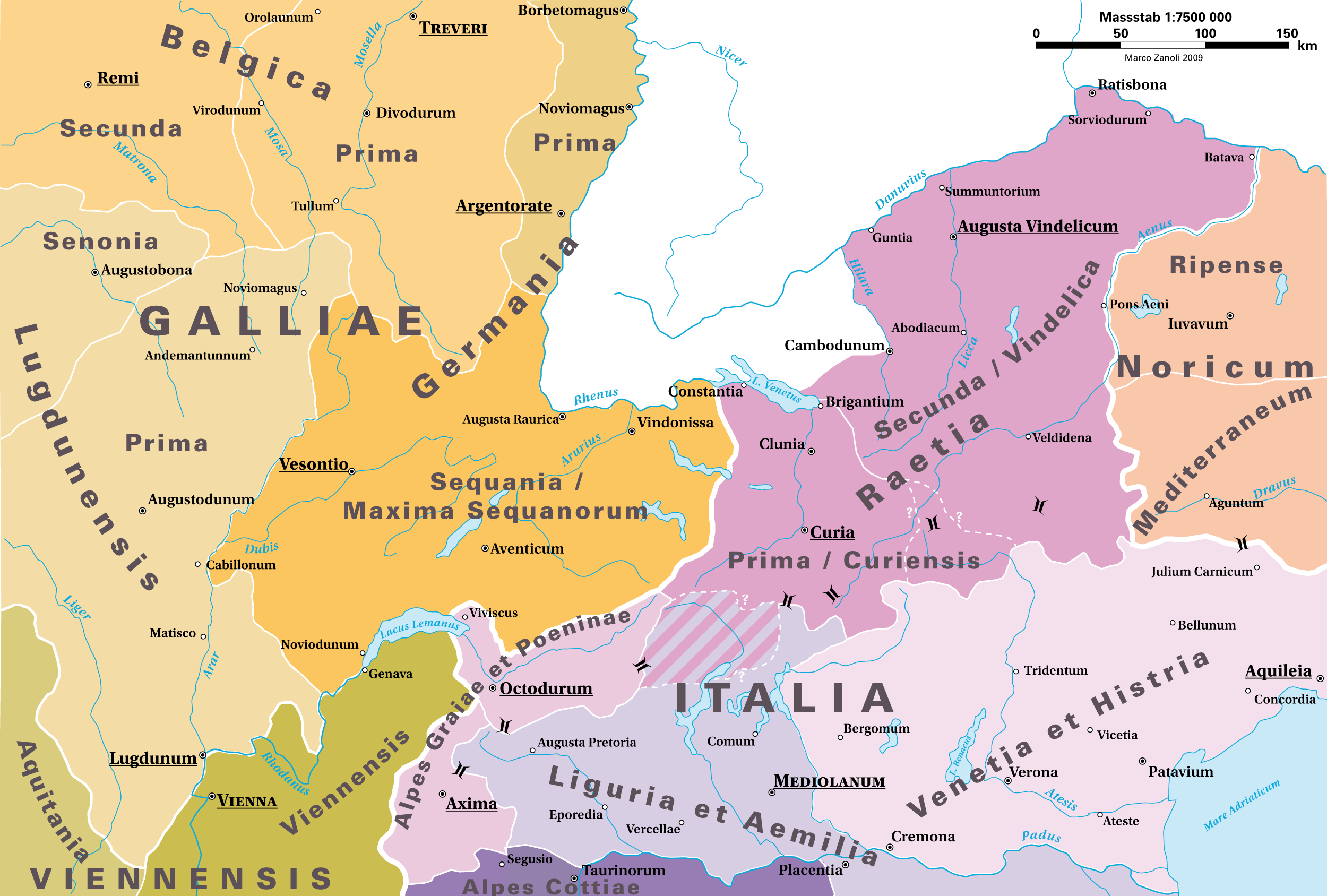
Il canton Vallese nella regione di "Alpes Graiae et Poeninae" nell'Italia romana.

I Romani chiamavano l'alta valle del Rodano Vallis Poenina. Essa venne probabilmente conquistata dai Romani nell'ambito della campagna della conquista delle Alpi fra il 26 ed il 14 a.C.: certamente le quattro tribù celtiche del Vallese (Uberi, Seduni, Veragri et Nantuates) sono nominate nel monumento di La Turbie che celebra quella campagna. La regione fu incorporata nella provincia di Rezia. Ognuna delle tribù costituiva una civitas che manteneva una certa autonomia interna. 

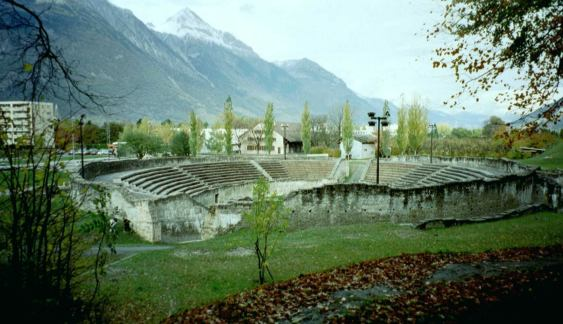
L'anfiteatro di Forum Claudii Vallensium

Sotto il regno dell'imperatore Claudio (41-54), il Vallese venne staccato dalla provincia di Rezia e divenne la provincia procuratoria della Vallis Poenina, che generalmente aveva lo stesso preside della provincia delle Alpes Graiae. Vicino alla celtica Octodurus (l'odierna Martigny) venne fondato il capoluogo della provincia, Forum Claudii Vallensium. Probabilmente fu in quest'occasione che le quattro civitates vennero riunite in una sola, la Civitas Vallensis, i cui abitanti erano di diritto latino.
Teodoro di Sion è menzionato negli atti del 381 del concilio di Aquileia come vescovo di Octodurus: è il primo vescovo vallesano di cui si abbia notizia. Proprio Teodoro affermò di aver scoperto i resti dei martiri della Legione tebana ad Agaunum (l'odierna Saint-Maurice) e conseguentemente diede inizio al culto di San Maurizio.
Alla fine del dominio romano sulla Gallia, nel 454, il Vallese venne incorporato nel regno dei Burgundi ed il futuro re Sigismondo nel 515 vi fondò l'abbazia di Saint-Maurice d'Agaune, che divenne il centro religioso del Regno, meta di pellegrinaggi. Il regno dei Burgundi venne a sua volta annesso al regno dei Franchi nel 534.
Verso il 585 la sede episcopale fu spostata da Martigny-Octodurus a Sion
divenuta nel frattempo la maggiore città della Valle.
Con il trattato di Verdun dell'843, il Vallese fu assegnato all'imperatore Lotario I. Dopo la morte di quest'ultimo, il Vallese fece parte dei domini del re di Lotaringia Lotario II, come sancito dal trattato di Prüm dell'855, per poi entrare a far parte del Regno dei Franchi Orientali con il trattato di Meerssen dell'870.
Nell'888 Rodolfo fondò il regno della Borgogna Transgiurana, di cui faceva parte il Vallese e si fece incoronare nell'abbazia di Saint-Maurice. Il suo successore Rodolfo II acquisì il Regno di Provenza nel 934 e li unificò nel Regno di Borgogna.
Fra l'VIII ed il IX secolo la Valle subì l'infiltrazione progressiva di popolazioni germaniche di lingua alemanna provenienti dall'Oberland bernese. Esse sembrano essersi inizialmente insediate sugli alpeggi fino ad allora disabitati. Conseguentemente, la frontiera linguistica, prima situata fra Briga e Visp si spostò nell'XI secolo più a valle, lungo il torrente Lonza.

### Età feudale
Nel 999 il re Rodolfo III di Borgogna investì dei diritti comitali i vescovi di Sion. Tuttavia le frontiere del commitatus vallensis non erano definite: sarà solo nel XII secolo che la frontiera verrà fissata presso la Dranse a Martigny.
Alla morte di Rodolfo III, nel 1032, il regno di Borgogna, e con esso il Vallese, fu incorporato nel Sacro Romano Impero, di cui il vescovo di Sion divenne perciò principe. La Borgogna Transgiurana a sua volta fu concessa in feudo dall'Imperatore alla casa di Zähringen come ducato di Burgundia Minor. Conseguentemente per circa due secoli la storia del Vallese fu una storia delle guerre fra i conti-vescovi di Sion e gli Zähringer.
Dopo l'estinzione di questi nel 1218, il feudo passò ai Savoia e così per i successivi due secoli l'area fu dominata dalla lotta fra i Savoia ed i conti-vescovi. Pietro II di Savoia invase il Vallese nel 1260 conquistò alcuni castelli e costrinse il vescovo ad accettare la pace e il torrente Morge (poco più a valle di Sion) fu riconosciuto quale confine fra il Basso Vallese, sabaudo e francofono, e l'Alto Vallese, vescovile e germanofono, questo diviso fra vari feudatari vassalli del Vescovo, come i signori di Raron, quelli di La Tour-Chatillon, ed i conti di Visp. Nel 1291 il conte di Castello vendette Sempione e Gondo al vescovo di Sìon Boniface de Challant.
Alla fine del Duecento iniziò a riunirsi, in occasioni eccezionali, il Consiglio generale del Vallese episcopale (Consilium generale patrie o Consilium generale tocius terre Vallesii): ne facevano parte, oltre al Vescovo, i grandi feudatari, i rappresentanti delle comunità e del capitolo di Sion. Nel Quattrocento, in seguito alla fine dei domini feudali, all'indebolirsi del potere degli ecclesiastici diversi dal vescovo, e alla riunione dei comuni in "degagne", (decanie, in tedesco Zenden) il Consiglio si trasformò nella riunione, una o due volte l'anno, dei rappresentanti delle sette degagne, che erano quelle di Sion, Sierre, Leuk, Raron, Visp, Brig e Conches. Venne così gradualmente a formarsi quella che fino alla fine del '700 fu definita la "Repubblica delle sette degagne".

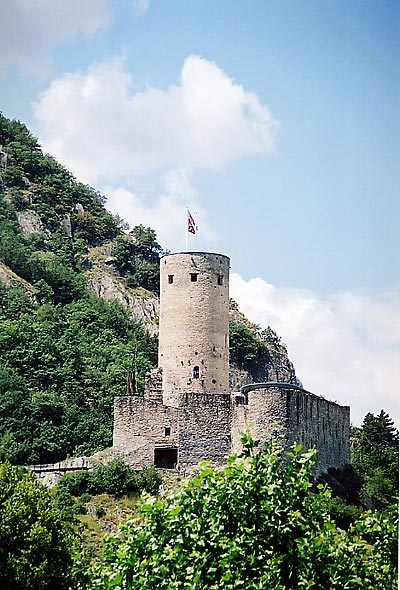
Il castello della Bâtiaz

Analogamente, le signorie e le comunità del Basso vallese partecipavano regolarmente agli "Stati di Savoia".
Nel 1375 il Conte Verde conquistò Sion: l'episodio rappresentò la massima espansione sabauda nel Vallese. Nella rivolta che ne seguì le forze degli Zenden, alleate al Vescovo, rovesciarono il potere dei La Tour-Chatillon e i loro territori divennero soggetti alle degagne. Analogamente, nel 1388 gli Zenden sopraffecero le forze del conte e dei suoi nobili a Visp. 

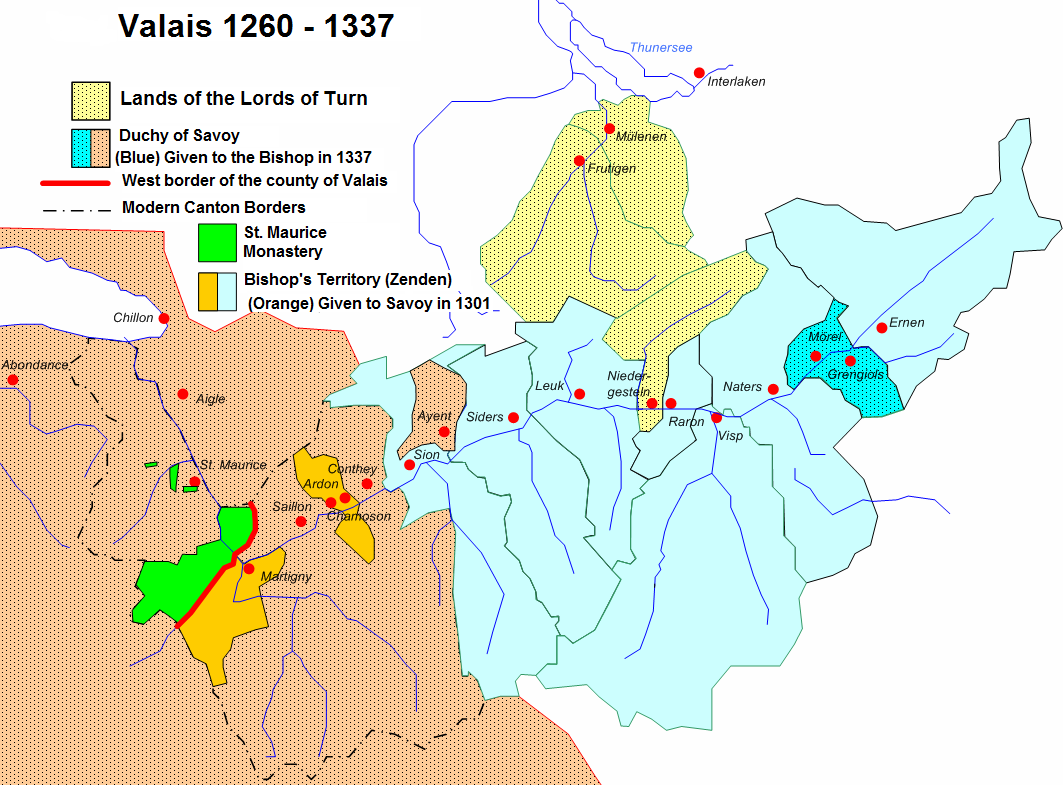
Il Vallese nel Basso Medioevo

Durante la rivolta di Raron dal 1410 al 1420 alcuni cantoni della Confederazione svizzera scesero in campo nel Vallese. Lucerna, il Canton Uri e Untervaldo si schierarono con i ribelli dell'Alto Vallese, mentre Berna appoggiò la famiglia nobile di Raron. La rivolta riuscì nel cacciare i Raron ma portò quasi alla guerra civile nella Confederazione. Il rovesciamento dei signori di La Tour, Visp e Raron in favore delle Degagne rappresentò la fine del feudalesimo nel Vallese e l'inizio del patriziato ovvero la formazione di un'élite in seno alle comunità, in parte proveniente dalla piccola nobiltà. Il patriziato prese il posto della nobiltà feudale anche nel Consiglio Generale.

### La lotta fra le Degagne e il Vescovo
Con la nomina di Walther von Supersax di Conches a vescovo nel 1457 la parte germanofona della valle raggiunse definitivamente la supremazia. Allo scoppio della guerra con la Borgogna nel 1475 il vescovo di Sion e le Degagne si allearono a Berna. Nel novembre di quello stesso anno essi si impadronirono di tutto il Basso Vallese sabaudo fino Martigny. Nel marzo dell'anno successivo, dopo la vittoria di Grandson, essi conquistarono anche Saint-Maurice, Evian, Thonon e Monthey, ma dovettero restituire gli ultimi tre distretti nel 1477; distretti che peraltro vennero riconquistati nel 1536. Con il trattato di Thonon del 1569 Monthey, Val d'Illiez e Bouveret furono definitivamente annessi al Vallese. Questi distretti conquistati nel Basso Vallese furono sempre governati come territori soggetti dal vescovo coadiuvato dal Consiglio Generale (Conseil du Pays) che riuniva i deputati delle Degagne.
Una volta rovesciati i feudatari, iniziò la lotta fra il vescovo e le Degagne, il cui patriziato aveva assimilato la piccola nobiltà, per il potere temporale. Nel 1435 il Consiglio Generale ottenne il controllo della nomina dei preti e dei funzionari. Qualche decennio più tardi le Degagne ottennero anche il diritto di nominare ogni anno il proprio castellano.
Il 12 marzo 1529 il Vallese divenne un alleato perpetuo (Zugewandter Ort) della Confederazione Svizzera. Il territorio rimase cattolico anche a causa del potere spirituale che il vescovo di Sion mantenne fino al 1798.
Nel 1613 le Degagne imposero un nuovo accordo al vescovo, in base al quale il capitolo della Cattedrale conservava il diritto di presentare i candidati, ma era il Consiglio delle Sette Degagne a rimettere le insegne al nuovo vescovo. Il Vescovo divenne allora un principe elettivo ed il potere temporale apparteneva ormai solamente alle Degagne. Nel 1634 il Vallese divenne ufficialmente una repubblica, la Repubblica delle Sette Degagne (République des Sept Dizains, Republik der Sieben Zehenden) sotto la direzione del principe vescovo e del balivo (bailli).
Nel 1640 Kaspar Jodok von Stockalper organizzò un servizio di corriere fra Milano e Ginevra attraverso il passo del Sempione,

### Dalla rivoluzione francese ad oggi
La Repubblica delle Sette Degagne durò fino al 1798, quando le truppe di Napoleone invasero il Vallese ed il 16 marzo proclamarono un'effimera Repubblica del Vallese, che fu rapidamente (1º maggio) incorporata nella Repubblica Elvetica. Tuttavia nel 1802 il territorio fu nuovamente costituito in una indipendente Repubblica del Rodano, che peraltro nel 1810 divenne il dipartimento francese del Simplon (Sempione).
Il Vallese tornò indipendente nel 1813 e due anni più tardi, il 4 agosto 1815, entrò nella Confederazione Svizzera come Cantone. Nel 1845 il Canton Vallese si unì alla lega separatista cattolica (Sonderbund), ma scelse di non combattere le truppe della Confederazione e nel 1847 si sottomise alle forze federali.

### Simboli
Lo stemma si blasona:

## Economia

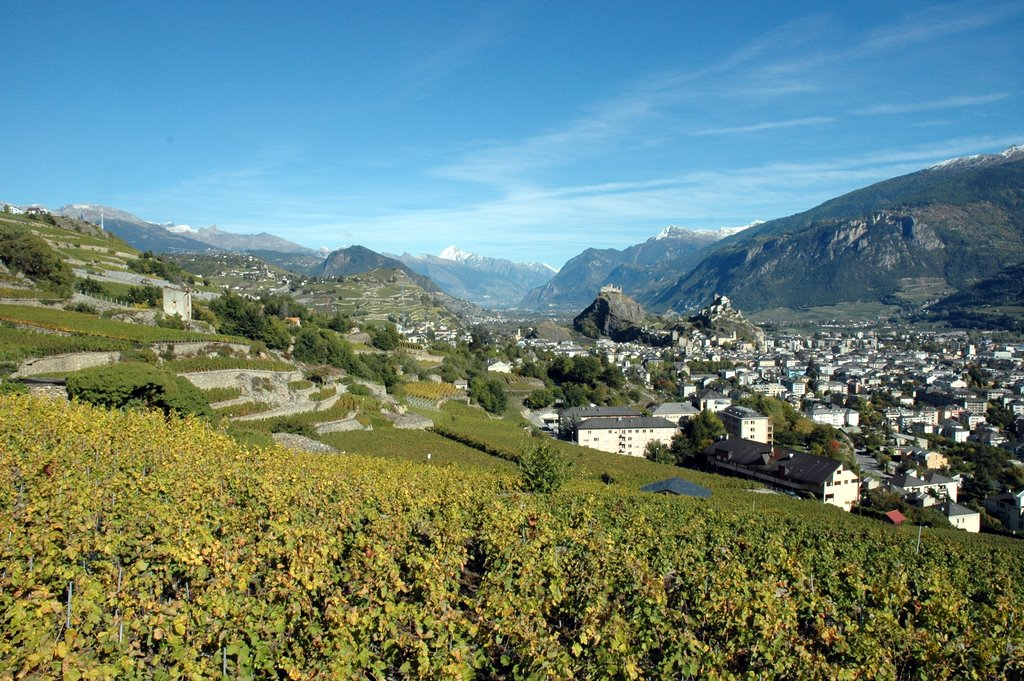
Vigneti presso Sion

La produzione del vino e il turismo sono tra le industrie principali del cantone

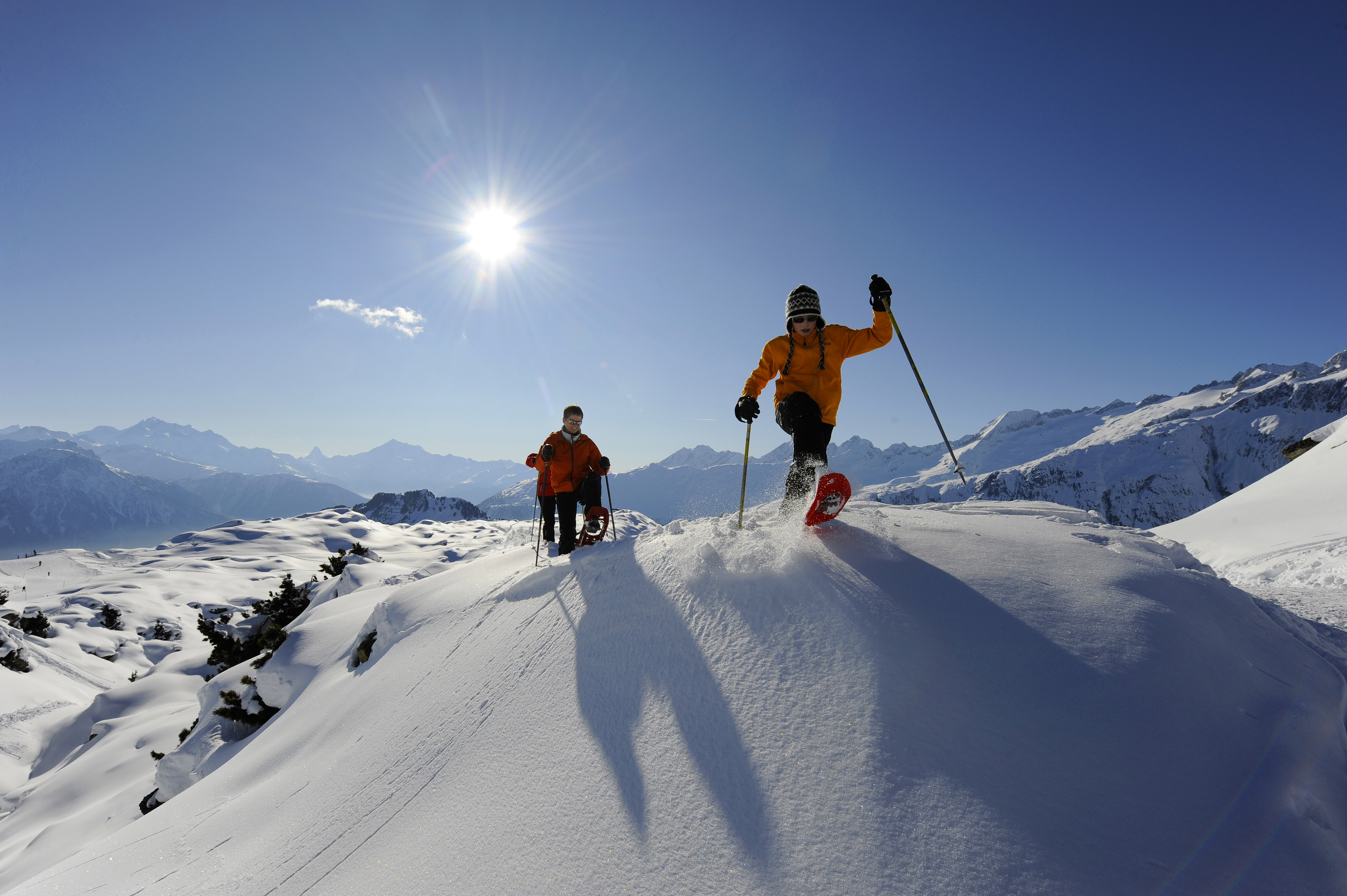
Escursioni invernali da Bettmeralp a Riederalp (VS)

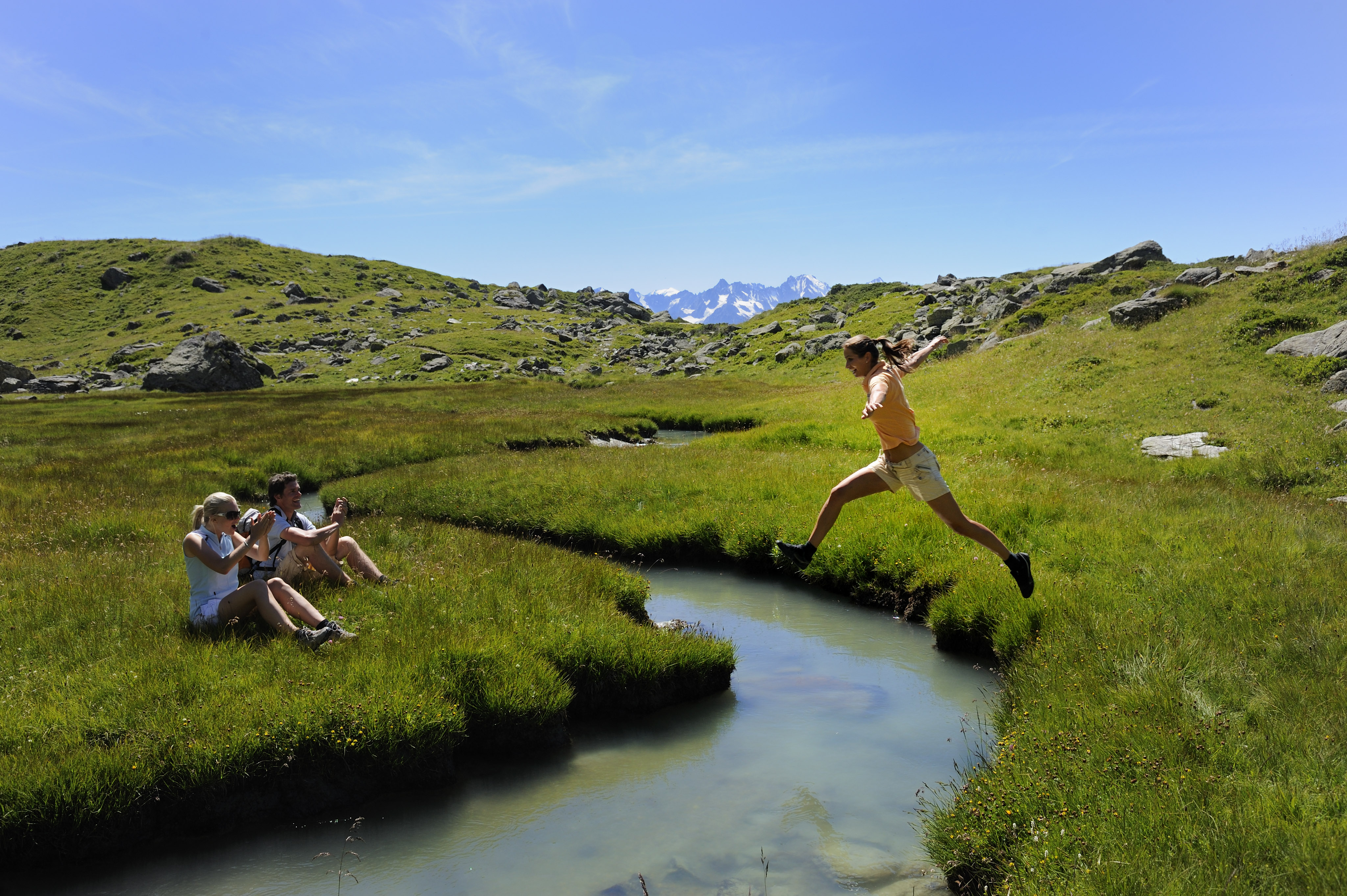
Piaceri dell'estate - La Chaux (Verbier)

### Turismo
Il Vallese gode di una lunga tradizione turistica, che l'ha resa una rinomata destinazione turistica sia estiva che invernale. In questo cantone è nato anche César Ritz, il fondatore degli Hotel Ritz a Parigi e Londra che, negli ultimi decenni del XIX secolo e fino allo scoppio della Prima Guerra Mondiale, contribuì a sviluppare il concetto di albergo di lusso destinato ad una clientela agiata ed esigente, proveniente per lo più dalla classe nobiliare di ogni parte del mondo.
Il Vallese possiede più di 120 destinazioni invernali e estive, tra cui:
- Valle di Goms: Fiesch-Eggishorn, Bellwald, Binn, Ernen, Oberwald
- Aletsch, patrimonio mondiale dell'UNESCO: Bettmeralp, Fiescheralp, Riederalp
- Briga e dintorni: Blatten, Belalp, Mund, Termen, Birgisch
- Visp e dintorni: Visperterminen, Bürchen, Eischoll, Stalden, Törbel, Unterbäch
- Zermatt, dominata dal Cervino, montagna simbolo della Svizzera
- Valle di Saas: Saas-Fee, Saas-Almagell, Saas-Grund
- Leukerbad
- Sierre, Salgesch e la Val d'Anniviers: Chandolin, Saint-Luc, Grimentz, Vercorin, Zinal
- Crans-Montana
- Sion e regione: Ayent-Anzère, Val d'Herens: Arolla, Euseigne, Evolène, Hérémence, Mase, Saint-Martin
- Comprensorio 4 Vallées: Nendaz, Verbier, Veysonnaz, Thyon-Les Collons, Mayens-de-Riddes/La Tzoumaz
- Chablais vallesano e Portes du Soleil: Champéry, Champoussin, Morgins, Les Crosets, Torgon, Val-d'Illiez, Le Bouveret, Saint-Maurice, Monthey, Evionnaz, Saint-Gingolph

La maggior parte delle stazioni è situata a più di 1 500 metri d'altitudine e 9 comprensori sciistici si trovano al di sopra dei 3000 metri.
In Vallese, le cure di benessere, di bellezza e di rimessa in forma hanno una tradizione secolare. Già i Romani, loro antenati, erano a conoscenza delle virtù “curative” delle acque vallesane. Le stazioni termali si trovano a Saillon, Leukerbad, Ovronnaz, Val-d'Illiez, Breiten e Brigerbad.
Il Vallese ha 9 campi da golf in totale. Cinque sono a 18 buche: Crans-Montana, Loèche-les-Bains, Sierre, Sion, e Verbier; quattro sono a 9 buche Crans-Montana, Obergesteln, Riederalp e Zermatt.
Grazie all'impatto turistico in costante evoluzione, il Vallese ha visto svilupparsi un'offerta variata, come i parchi d'attrazione di Happyland New, il Labirinto Avventura, lo Swiss Vapeur Parc e Aquaparc.

### Settore secondario
La diga a gravità più alta del mondo si trova a Grande Dixence. Le centrali idroelettriche del cantone producono circa un quarto dell'elettricità svizzera.
Nei pressi di Visp si trova una grande fabbrica di produzione dell'alluminio. Altri prodotti metallici e chimici vengono prodotti vicino a Visp e Sierre. Nel cantone si trova anche una raffineria.

### Settore primario
Oltre a turismo ed industria, anche l'agricoltura è ancora importante, in particolare l'allevamento del bestiame sulle montagne e la produzione casearia nelle pianure. L'industria vinicola del cantone è tra le principali della Svizzera. Nella regione esiste anche un grande numero di frutteti.

## Infrastrutture e trasporti

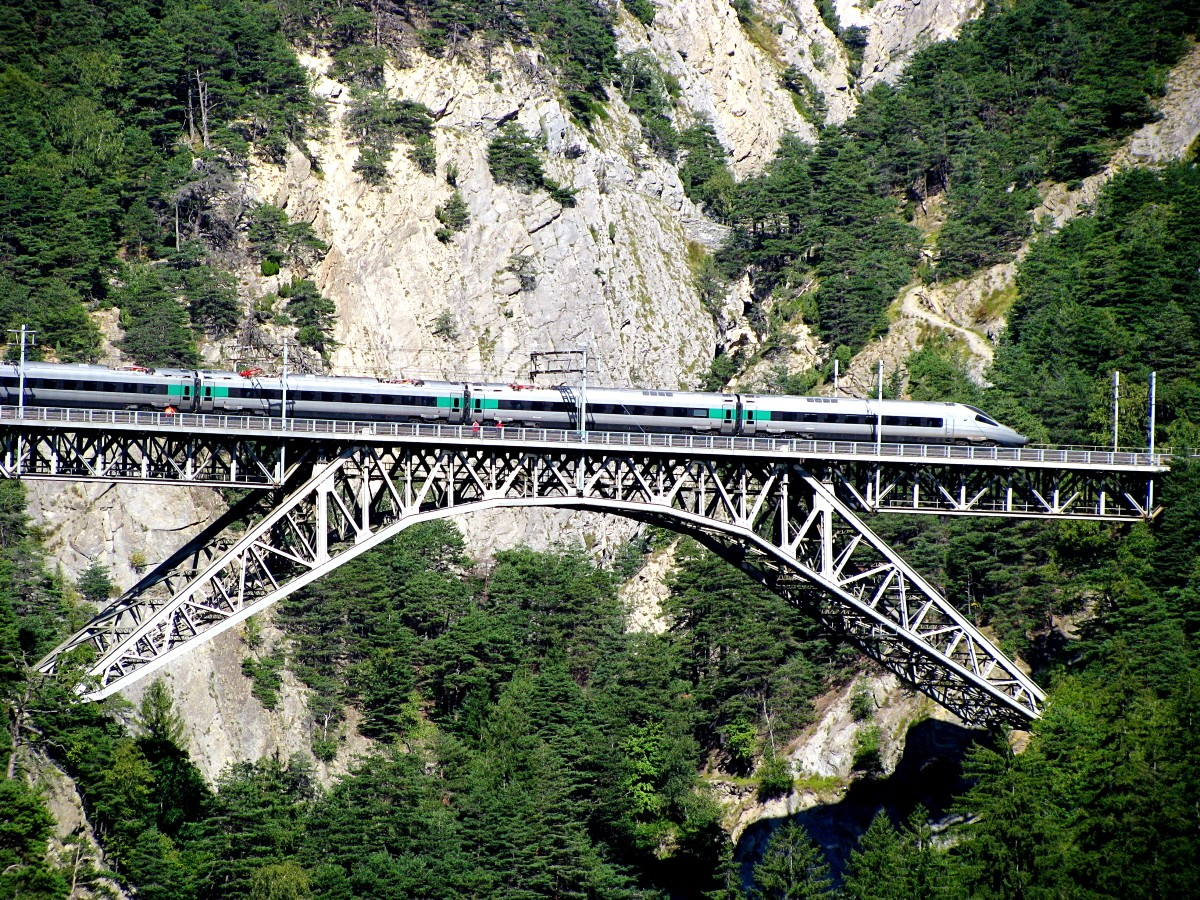
Treno sulla linea del Lötschberg

- Il Cantone è attraversato da un'ottima rete di strade e molti dei valichi stradali sono ben conosciuti: il Passo del Grimsel mette in comunicazione la valle del Rodano con l'alta valle del fiume Aar. Il passo della Furka invece porta a Realp nell'Urserental (Canton Uri) e il Nufenenpass, o passo della Novena, collega il Vallese con la Val Bedretto nel Canton Ticino. Sia il Passo del Sempione che il Passo del Gran San Bernardo collegano il Vallese alla vicina Italia: il primo collega il Cantone al Piemonte, verso Domodossola, mentre il secondo collega il Vallese alla Valle d'Aosta.
- Anche la ferrovia occupa un ruolo fondamentale per il trasporto di persone e merci: ci sono quattro importanti trafori ferroviari: il Sempione, il Traforo del Lötschberg, la Galleria di base del Lötschberg e la galleria ferroviaria del Furka. Tramite il traforo del Sempione come pure per il tunnel del Lötschberg ed il tunnel del Furka vi è pure la possibilità di caricare la macchina sul treno e di restare in auto mentre il treno copre il tratto in galleria. Si carica la macchina a Briga o Iselle (Italia) per il Sempione, per il Lötschberg a Goppenstein o Kandersteg (canton Berna) e per il Furka a Oberwald o Realp (canton Uri).
- Grazie all'apertura del nuovo traforo ferroviario del Lötschberg, a dicembre 2007, il Canton Vallese si è avvicinato di un'ora di viaggio al nord della Svizzera. Nella stagione turistica 2007/2008 le persone che hanno visitato il Vallese, sia per lo sci, che per escursioni invernali, o per le terme, sono aumentate di circa del 20%.[senza fonte]
- Grazie al turismo ci sono molte ferrovie montane e funivie. I percorsi panoramici attraverso il Passo della Furka hanno origine nel Canton Vallese.
- Nel cantone si trova anche un piccolo aeroporto, a Sion.
- nel comune di Binn è presente la diga di Zen Binnen.

## Società

### Evoluzione demografica

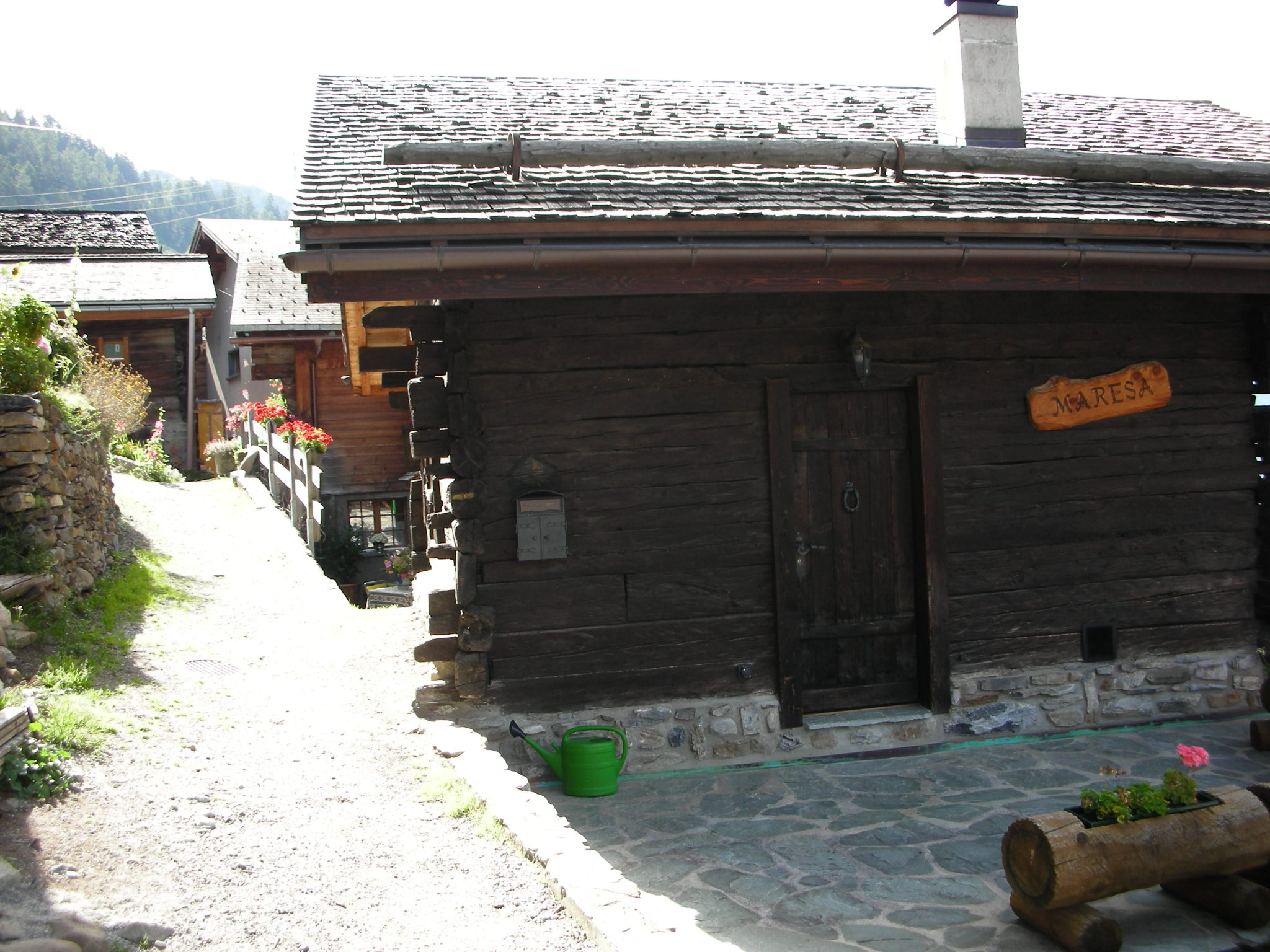
Albinen, tipico villaggio vallesano

L'intero cantone è scarsamente abitato. Le città più grandi sono la capitale Sion, Monthey, Sierre, Martigny e Briga-Glis.

### Religioni
Oltre l'80% della popolazione è di religione cattolica.

### Lingue e dialetti

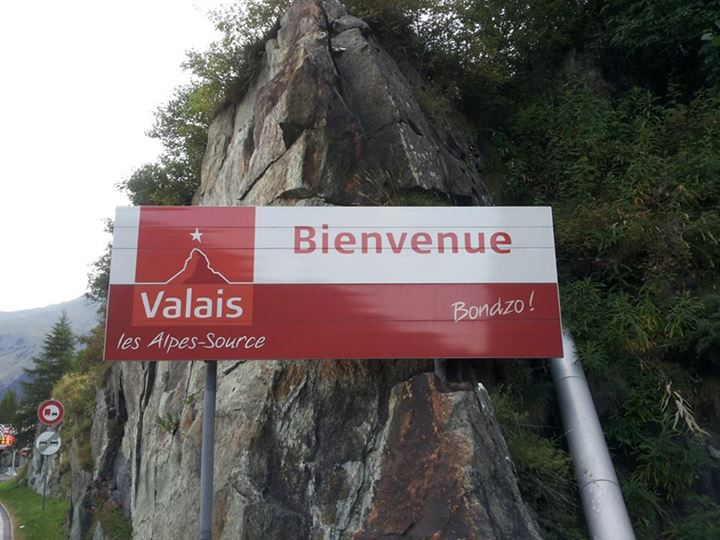
Cartello in francese e in francoprovenzale a Saint-Gingolph

Nel Medioevo la valle del Rodano era ancora interamente di lingua romanza. Nel corso dei secoli però la parte orientale dell'odierno canton Vallese venne ampiamente colonizzata da popolazioni walser di lingua tedesca alemanna; questa immigrazione modificò radicalmente il panorama etnico-linguistico nell'alta valle. Come risultato, il canton Vallese è oggi bilingue: di lingua francese nella parte occidentale e di lingua tedesca nella parte orientale; la popolazione di lingua francese ammonta a circa due terzi della popolazione totale.
Tradizionalmente le regioni francofone erano di lingua francoprovenzale; questo idioma venne gradualmente sostituito dal francese, anche se si mantenne nelle zone montuose, in particolare a Evolène, dove nel XXI secolo risulta padroneggiato anche da gran parte dei più giovani.
Il canton Vallese ha messo tra i patrimoni culturali l'italianità, grazie alla sua grande presenza, dovuta all'immigrazione dall'Italia.
| %     | Ripartizione linguistica (gruppi principali) |
| ----- | -------------------------------------------- |
| 25,3% | madrelingua tedesca                          |
| 67,7% | madrelingua francese                         |
| 4,2%  | madrelingua italiana                         |

| Anno | Popolazione totale | Francese %      | Tedesco %      | Italiano %    |
| ---- | ------------------ | --------------- | -------------- | ------------- |
| 1880 | 100 190            | 67 214 (67,1%)  | 31 962 (31,9%) | 1 018 (1,1%)  |
| 1900 | 114 438            | 74 562 (65,2%)  | 34 339 (30,0%) | 5 469 (4,8%)  |
| 1950 | 159 178            | 103 457 (65,0%) | 52 833 (33,2%) | 2 583 (1,6%)  |
| 1970 | 206 563            | 122 536 (59,3%) | 66 929 (32,4%) | 12 792 (6,2%) |
| 2000 | 272 399            | 171 129 (62,8%) | 77 255 (28,4%) | 5 987 (2,2%)  |
| 2013 |                    | (67,4%)         | (26,5%)        | 12 607 (3,8%) |

## Cultura

### Cucina
Tipiche sono le preparazioni a base di formaggio, quali la "croûte au fromage", (pane, vino e formaggio d'alpeggio fuso gratinato al forno) la raclette (formaggio fuso accompagnato da patate e sottaceti) e la fondue au fromage (tocchetti di pane o di patate infusi nel formaggio fuso insieme al liquore Kirsch, con varianti al cognac o al vino), che possono essere accompagnate con il Fendant, il vino bianco locale; ad uso turistico, come in tutta la Svizzera, la fondue bourguignonne (tronchetti di carne di manzo infusi nell'olio), la fondue chinoise (straccetti di manzo o di vitello bolliti nel brodo). Altro piatto tipico del Vallese, come di tutta la Svizzera, è il Rösti a base di patate.

### Istruzione
La European Graduate School, che si concentra principalmente sui media e sulle comunicazioni, ha sede nel cantone.

## Amministrazione

### Distretti

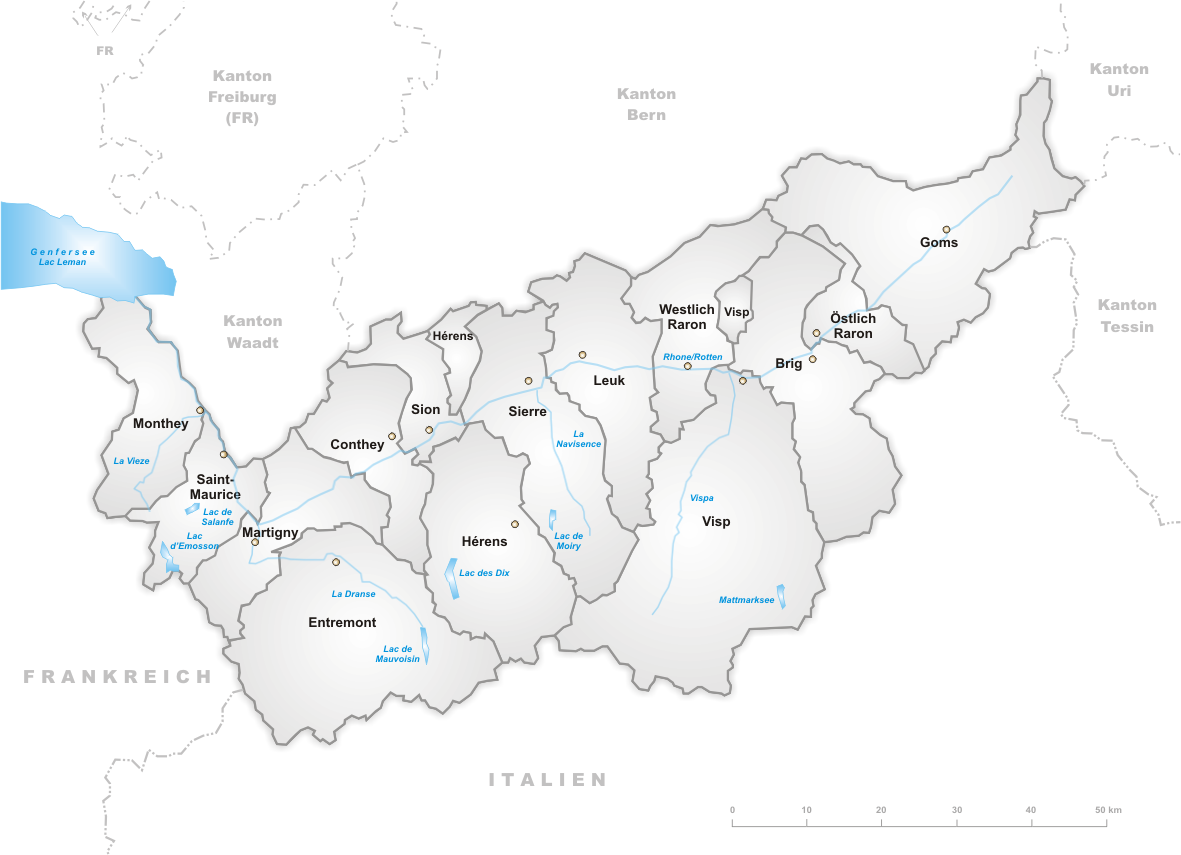
Distretti del Canton Vallese

Il Canton Vallese è diviso in 13 distretti (in tedesco Bezirk, in francese District), rappresentati con 13 stelle nello stemma cantonale:
- Bezirk Goms con capoluogo Goms
- Bezirk Raron, diviso in due semidistretti:
  - Bezirk Östlich Raron con capoluogo Mörel-Filet
  - Bezirk Westlich Raron con capoluogo Raron
- Bezirk Brig con capoluogo Briga-Glis
- Bezirk Visp con capoluogo Visp
- Bezirk Leuk con capoluogo Leuk
- District de Sierre con capoluogo Sierre
- District de Sion con capoluogo Sion
- District de Conthey con capoluogo Conthey
- District d'Hérens con capoluogo Vex
- District d'Entremont con capoluogo Sembrancher
- District de Martigny con capoluogo Martigny
- District de Saint-Maurice con capoluogo Saint-Maurice
- District de Monthey con capoluogo Monthey

### Città e villaggi
Il Vallese è conosciuto per le importanti stazioni sciistiche, ma anche per i caratteristici villaggi rurali tipici della zona. In seguito è riportato un elenco dei principali villaggi e città del Canton Vallese.

#### Briga
Briga è un comune di 12 000 abitanti circa, situato nella parte germanofona del Cantone, direttamente all'intersezione con la strada che porta al Passo del Sempione. Ha conosciuto un importante sviluppo grazie a Kaspar Jodok von Stockalper (1609-1691), che ha eretto l'omonimo castello nella città. Nel mese di settembre 1993 il comune ha subito gravi danni durante l'inondazione del fiume Saltina.

#### Crans-Montana
Crans-Montana si erge a 1 400 metri s.l.m., e sovrasta la città di Sierre. Crans-Montana conta un'importante offerta alberghiera e di appartamenti, con 39 000 posti letto in totale. La stazione offre 140 km di piste da sci, oltre che un'immensa possibilità di passeggiate durante l'estate.

#### Leukerbad

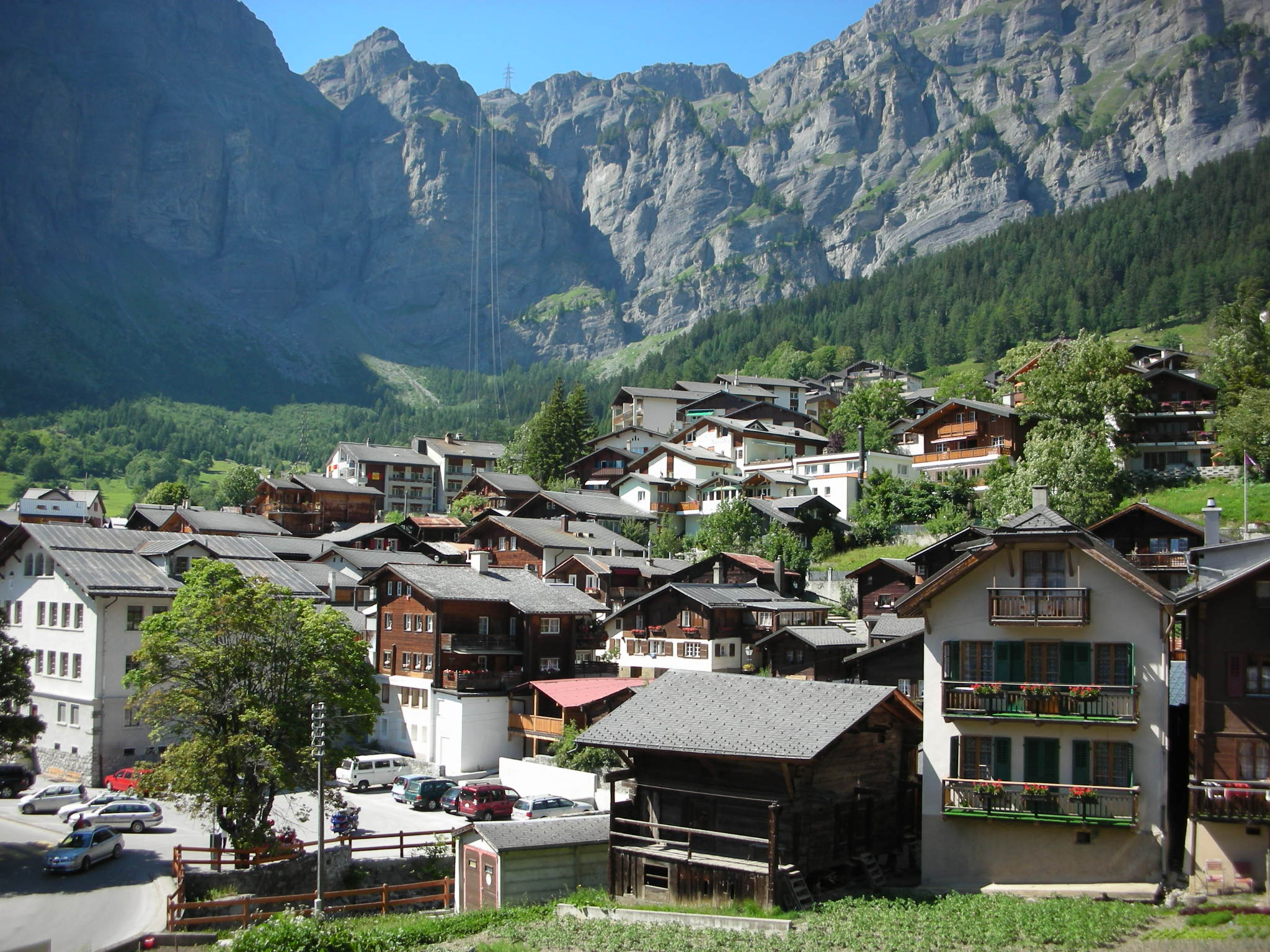
Leukerbad, scorcio sul paese

Leukerbad è la stazione termale e di benessere più grande delle Alpi, situata nella parte centrale del Vallese. D'estate offre anche 60 km di sentieri e in inverno la possibilità di sciare e di accedere alle piste da sci e alle terme con un solo biglietto forfettario.

#### Martigny
Martigny è situata in fondo alla Valle del Rodano, e conta circa 16 000 abitanti.

#### Monthey
Monthey è celebrata per il carnevale. Nella regione è presente il comprensorio sciistico Portes du Soleil (tra il Lago Lemano e Dent du Midi). Si tratta del comprensorio sciistico più grande del mondo, grazie ai suoi 650 km di piste. Grande scelta di Snowpark e di piste di slittino.

#### Saas-Fee
Saas-Fee è situata nella zona di Zermatt, nella valle a fianco della famosa stazione sciistica. Il villaggio è circondato da una decina di cime di oltre 4 000 metri. Per questo Saas-Fee è a volte nominato come La Perla delle Alpi. A Saas-Fee fa ombra il Dom, la più alta cima interamente in territorio svizzero (4545 slm). Il comprensorio sciistico è molto grande. Addirittura tramite un trenino in galleria si raggiunge la quota di 3 456 metri sotto la cima dell'Allalinhorn, dove è situato il ristorante girevole più alto del mondo.

#### Sierre
Sierre è situata nella Valle del Rodano, a circa 15 km da Sion. Lo stemma del paesino è un sole. Sierre è soprannominata infatti La città più soleggiata della Svizzera. Può vantare più di 300 giorni di sole annui.

#### Sion
Sion è la capitale del Canton Vallese. Famosi nella capitale sono la Basilica Valère (Basilique de Valère) e il Castello di Tourbillon (Château de Tourbillon), situati su due colline adiacenti.

#### Verbier
Verbier è una rinomata stazione sciistica. Il comprensorio 4-Vallée (comprendente la regione di Verbier, Nendaz, Veysonnaz, Thyon e La Tzoumaz) è il più grande della Svizzera, con 410 km di piste ed 89 impianti di risalita. Impressionante è la salita con la funicolare fino alla vetta principe della regione, il Mont-Fort (3330 slm).

#### Zermatt
La fama di Zermatt è data dal Cervino, la montagna per eccellenza della Svizzera (sebbene la vetta sia in codominio con l'Italia). Non solo sci invernale, Zermatt offre anche la più grande possibilità di praticare sci estivo della Svizzera, nella regione Matterhorn Glacier Paradise. Qui si trova pure il Gornergrat, secondo punto più ad alta quota in Europa accessibile con una ferrovia e il Piccolo Cervino (3 883 metri s.l.m.), noto per essere la località dove si teneva il chilometro lanciato.